# Jastrzębiec (Mazovie)
Pour les articles homonymes, voir Jastrzębiec.
Jastrzębiec (prononciation : [jasˈtʂɛmbjɛt͡s]) est un village polonais de la gmina de Czernice Borowe dans le powiat de Przasnysz de la voïvodie de Mazovie dans le centre-est de la Pologne.
Il se situe à environ 8 kilomètres au nord de Czernice Borowe (siège de la gmina), 13 kilomètres au nord-ouest de Przasnysz (siège du powiat) et à 100 kilomètres au nord de Varsovie (capitale de la Pologne).

## Histoire
De 1975 à 1998, le village appartenait administrativement à la voïvodie de Ciechanów.